# Vittoria Puccini

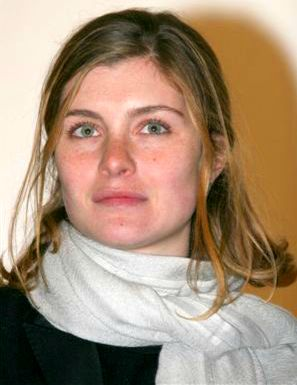
Vittoria Puccini (2008)

Vittoria Puccini (* 18. November 1981 in Florenz, Toskana) ist eine italienische Filmschauspielerin.

## Leben und Werk
Puccini ist Tochter eines Rechtsanwalts und Professors für Öffentliches Recht sowie einer Lehrerin. Ihr jüngerer Bruder Dario wurde 1983 geboren.
Nach bestandenem humanistischen Abitur begann sie, Jura zu studieren, gönnte sich ein Sabbatical in Mailand und wurde 2000 von Regisseur/Schauspieler Sergio Rubini für dessen Filmdrama Tutto l’amore che c'è entdeckt. Es folgten kleinere Fernsehrollen, bis ihr der internationale Durchbruch 2004 in Paul Marcus’ Nero – Die dunkle Seite der Macht gelang, wo die sie Rolle der Octavia, der Tochter des römischen Kaiser Claudius und Ehefrau dessen Nachfolgers Kaiser Nero verkörperte.
2003 und 2005 spielte sie die Titelrolle in der italienischen Telenovela Elisa neben Alessandro Preziosi. 2006 stand sie für Robert Dornhelms Historienfilm Kronprinz Rudolfs letzte Liebe als Mary Vetsera und in Le Ragazze di San Frediano als Mafalda vor der Filmkamera.
Gemeinsam mit dem Schauspieler Alessandro Preziosi hat sie eine Tochter.

## Filmografie (Auswahl)
- 2003–2004: Elisa (TV-Serie)
- 2004: Nero – Die dunkle Seite der Macht (Fernsehfilm)
- 2005: Ma quando arrivano le ragazze? (Regie: Pupi Avati)
- 2006: Kronprinz Rudolfs letzte Liebe (Fernsehfilm)
- 2012: Acciaio (Spielfilm nach dem gleichnamigen Roman von Silvia Avallone)
- 2019: Il processo (TV-serie)
- 2020: 18 regali (Film)
- 2021: La fuggitiva (TV-serie)
- 2022: Non mi lasciare (TV-serie)
- 2022: Quasi orfano (Film)
- 2022: Vicini di casa (Film)
- 2023: Il primo giorno della mia vita (Film)
- 2023: Una gran voglia di vivere (Film)
- 2024: Confidenza (Film)
- 2025: Follemente (Film)
- 2025: Incanto (Film)
- 2025: Belcanto (TV-serie)